# Sebastiano Ricci

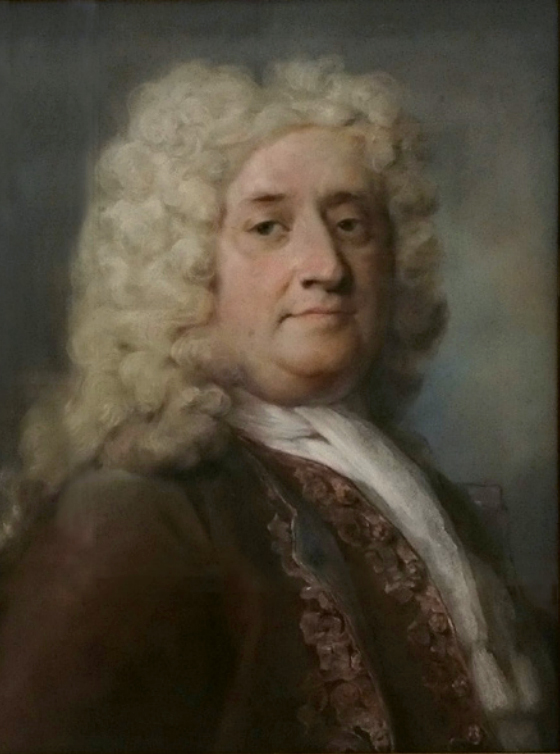
Rosalba Carriera, Ritratto di Sebastiano Ricci, Staatliche Kunsthalle, Karlsruhe

Sebastiano Ricci (Belluno, luglio 1659 – Venezia, 15 maggio 1734) è stato un pittore italiano, cittadino della Repubblica di Venezia.

## Biografia
Sebbene dal Novecento sia conosciuto come Ricci, l'originale cognome del pittore bellunese sarebbe Rizzi. Vari sono i motivi che spiegano ciò: oltre all'ampia diffusione nell'Italia nord-orientale del cognome, Rizzi è anche la grafia che compare in tutti gli atti legali dell'artista e pure nella letteratura artistica su di lui fino a fine Ottocento. Si potrà dire che il pittore era però solito firmarsi con "Ricci": bisogna però ricordare che nell'area dialettale veneta la c davanti alle lettere e o i non rappresenta un suono palatale, bensì uno fricativo identico a quello della lettera z.

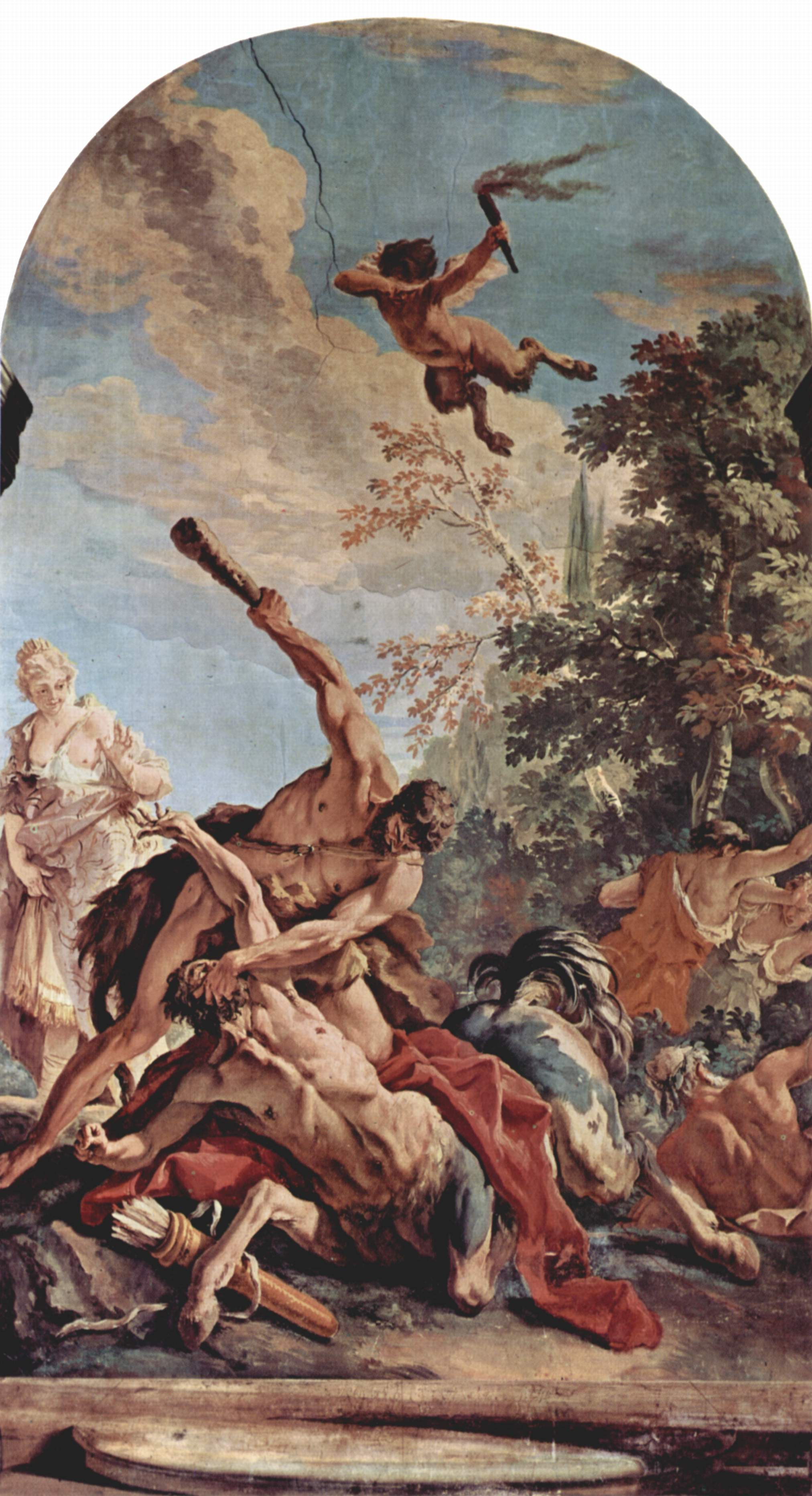
Ercole in lotta col centauro Nesso, 1706 - 1707, Firenze, Palazzo Marucelli Fenzi

Figlio di Livio e Andreana, venne battezzato a Belluno il 1º agosto 1659. Nel 1671 sarebbe stato apprendista a Venezia di Federico Cervelli, pittore di "una certa buona macchia e fluido modo di maneggiare il pennello". Secondo Tommaso Temanza Ricci avrebbe avuto invece come primo maestro Sebastiano Mazzoni. È dato per certo che egli sia stato allievo prima del Cervelli e poi anche del Mazzoni.
Ricci, che lavorava nel 1678 in una bottega di Rialto, avrebbe messo incinte due ragazze, delle quali la più giovane, Antonia Venanzio, cercò di avvelenare, senza però riuscirvi, per evitare il matrimonio. Imprigionato e successivamente liberato grazie a una "nobil persona", probabilmente appartenente alla potente famiglia Pisani, si trasferì a Bologna, probabilmente nel 1681 (i documenti lo testimoniano ancora in laguna il 14 marzo di quell'anno).
Qui, domiciliato presso la parrocchia di San Michele del Mercato di Mezzo, il 28 settembre 1682 ricevette dalla Confraternita di San Giovanni de' Fiorentini l'incarico di dipingere una Decollazione di san Giovanni Battista (dispersa già dai tempi delle soppressioni giacobine) e una Nascita del Battista (già a Palata Pepoli, ora nella Pinacoteca di Bologna) per il loro oratorio: in queste opere dimostra di aver assorbito la lezione di Luca Giordano alla Salute tramite puntuali citazioni stilistiche. Il 9 dicembre 1685 stipula il contratto con il marchese di San Secondo Scipione I de' Rossi, presso Parma, per la decorazione dell'oratorio della Beata Vergine del Serraglio che completò, con la collaborazione di Ferdinando Bibiena, nell'ottobre 1687, ricevendo un compenso di 4.482 lire; nel 1686 dipinse una Pietà commissionata dal duca Ranuccio Farnese per il convento delle Cappuccine Nuove di Parma. Sposò intanto, con i buoni uffici del cardinale legato Antonio Pignatelli (dal 1691 papa Innocenzo XII), Antonia Venanzio, la ragazza veneziana che aveva sedotto e che gli aveva dato una figlia.
Dal 1687 al 1688 decorò gli appartamenti della duchessa Farnese, nell'omonimo palazzo di Piacenza, con un gruppo di dipinti ad olio rappresentanti i Fasti di Paolo III.
Le cronache riportano che il Ricci avesse abbandonato a Bologna la moglie e la figlia nel 1688, per fuggire con Maddalena, figlia del pittore Giovanni Francesco Peruzzini, a Torino; qui, denunciato, venne arrestato e addirittura condannato a morte. Graziato per l'intervento del duca di Parma, fu liberato e messo al bando da Torino. Godette evidentemente dei favori del duca Ranuccio Farnese, perché questi il 2 marzo 1691 gli rilasciò una "patente di familiarità", una sorta di lettera di raccomandazione, e gli assegnò una pensione mensile di 25 corone: con questi mezzi nell'aprile di quell'anno era a Roma, alloggiato a palazzo Farnese.
I documenti romani riportano solo le vicissitudini della commissione, data nel 1692 al Ricci, di copiare l'Incoronazione di Carlo Magno di Raffaello in Vaticano, per conto di Luigi XIV, terminata solo nel 1694 per la difficoltà di riprodurre il disegno di Raffaello, e poi andata dispersa. La circostanza della morte del suo protettore Ranuccio Farnese nel dicembre 1694 avrebbe indotto Ricci a lasciare Roma per Milano, dove aveva del resto già ottenuto la commissione di affrescare la cappella ossario della chiesa di San Bernardino alle Ossa, opera terminata nel novembre 1695, mentre nel 1694 realizzò una grande pala raffigurante L'Angelo custode per la chiesa di Santa Maria del Carmine a Pavia.

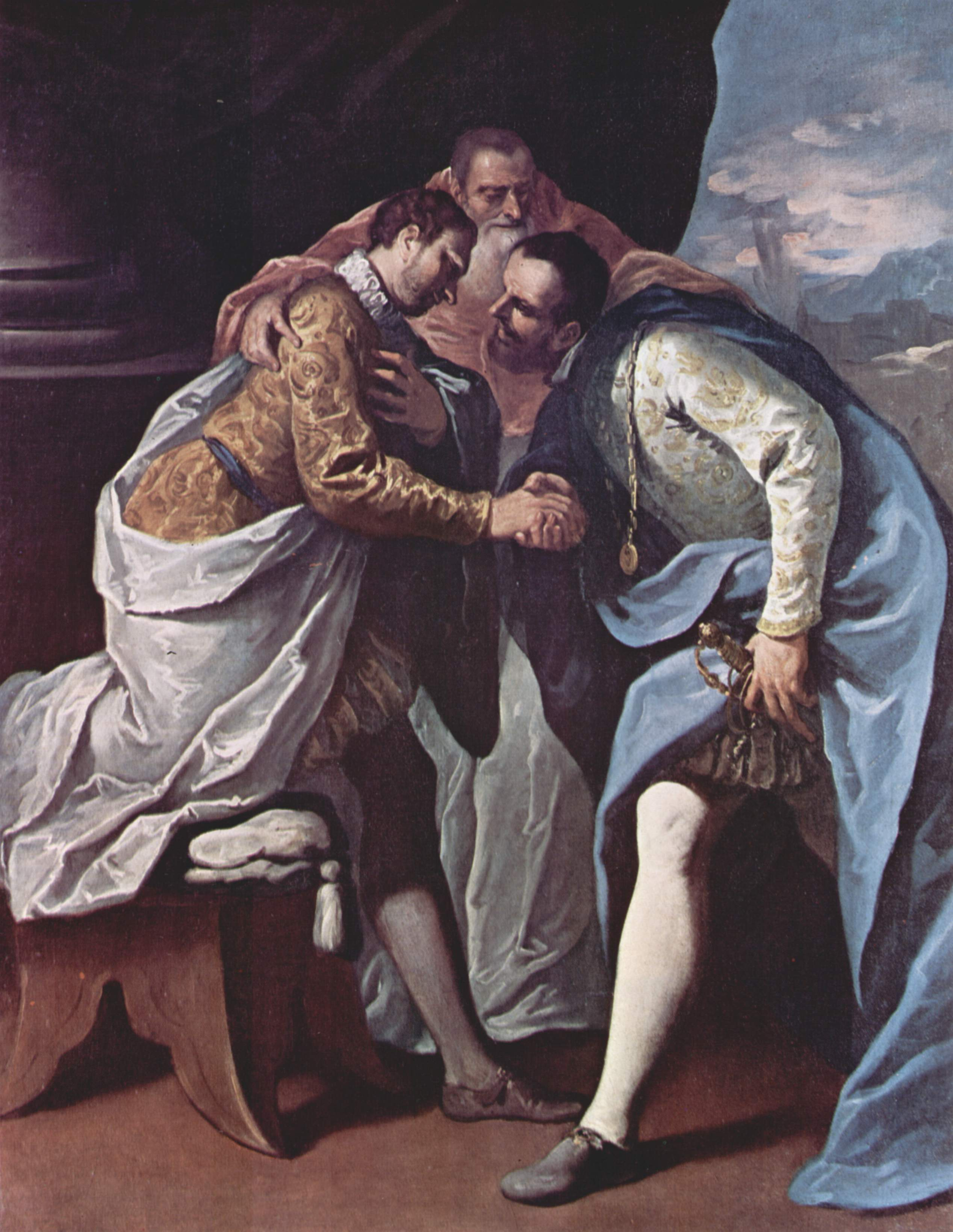
Papa Paolo III riconcilia Francesco I di Francia e Carlo V d'Asburgo, 1688, Piacenza, Palazzo Farnese

Il 22 giugno 1697 il conte Giacomo Durini incaricò Ricci, definito nel contratto "celebre pittore", di dipingere la pala di Teodolinda che fonda la basilica per il Duomo di Monza. Dal 1698 il pittore era a Venezia ma lavorò anche a Padova dove, nella chiesa di Santa Giustina, il 24 agosto 1700 fu inaugurata la sua Pala di san Gregorio e vi iniziò ad affrescare la cappella del Santissimo Sacramento; lo stesso anno operò a Padernello dove dipinse una Crocifissione.
Nel 1701 ricevette dal geografo veneziano Vincenzo Maria Coronelli la commissione della tela dell'Ascensione, da inserire nel soffitto della sagrestia della basilica dei Santi Apostoli a Roma. L'anno dopo era a Vienna dove, nel palazzo di Schönbrunn, affrescò il soffitto del Salone Azzurro con l'Allegoria delle Virtù principesche, che illustra l'educazione del futuro imperatore Giuseppe I, rappresentando una figura allegorica, l'Amore della Virtù, che distoglie il principe dai piaceri di Venere avviandolo al trono dove l'attendono la Gloria e l'Eternità. A Vienna ricevette anche la commissione di una Ascensione dall'elettore di Sassonia, Federico Augusto II, convertitosi al cattolicesimo per garantirsi la successione alla corona polacca.
Nel 1704 eseguì a Venezia le pale dei Santi Procolo, Fermo e Rustico nel Duomo di Bergamo e della Crocifissione per la chiesa fiorentina di San Francesco de' Macci, ora agli Uffizi.

### Vigna Contarena a Este
Su commissione di Marco Contarini degli Scrigni gli vengono attribuiti parte degli affreschi di Vigna Contarena ad Este.

### L'esperienza fiorentina

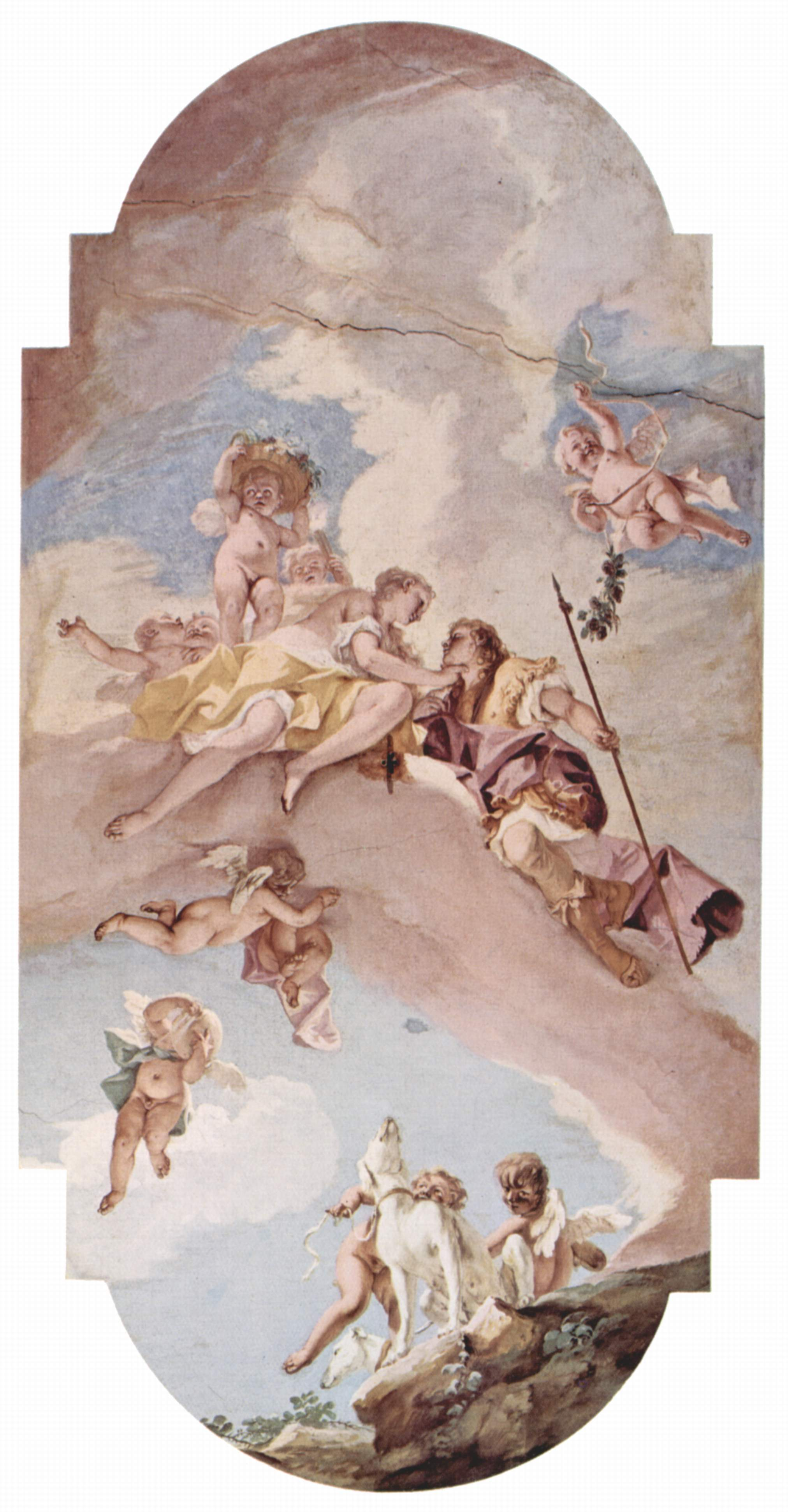
Commiato di Venere da Adone, 1707, Firenze, Palazzo Pitti

Fra l'estate del 1706 e il 25 ottobre 1707 era a Firenze, dove svolse un ampio complesso decorativo, il maggiore rimasto del pittore, nel Palazzo Marucelli, poi Fenzi; gli affreschi si situano in cinque stanze a pianterreno del Palazzo: nelle prime due vengono celebrate la vittoria della Pace sulla Guerra e del Vizio sulla Virtù, nelle due successive, il trionfo della Castità sulla Passione e della Saggezza sull'Ignoranza mentre nella quinta, la Sala d'Ercole, vengono celebrate le fatiche dell'eroe, intese come esempio di virtù morali e civiche.
Di poco successive sono le decorazioni di una saletta di Palazzo Pitti, già anticamera dell'appartamento del principe Ferdinando de' Medici e oggi ufficio del Sovrintendente ai Monumenti; il suo collaboratore quadraturista Giuseppe Tonelli dipinse le architetture illusionistiche delle pareti; il soffitto, di grande leggerezza di tocco, rappresenta il Commiato di Venere da Adone.
Nel 1708 è documentato a Venezia, dove firmò la pala della Madonna col Bambino e santi nella chiesa di San Giorgio Maggiore; vi si trovano riferimenti al Veronese, al Correggio e ad Annibale Carracci: "È il capolavoro di questa maniera neo - cinquecentesca, arricchita comunque da un tratto pittorico rapido e nervoso, tipicamente settecentesco" (Wittkower). "Questo vivace interesse per la grande tradizione cinquecentesca costituisce la base per un rilancio in chiave settecentesca di un gusto ormai del tutto rinnovato" (Zampetti).

### In Inghilterra

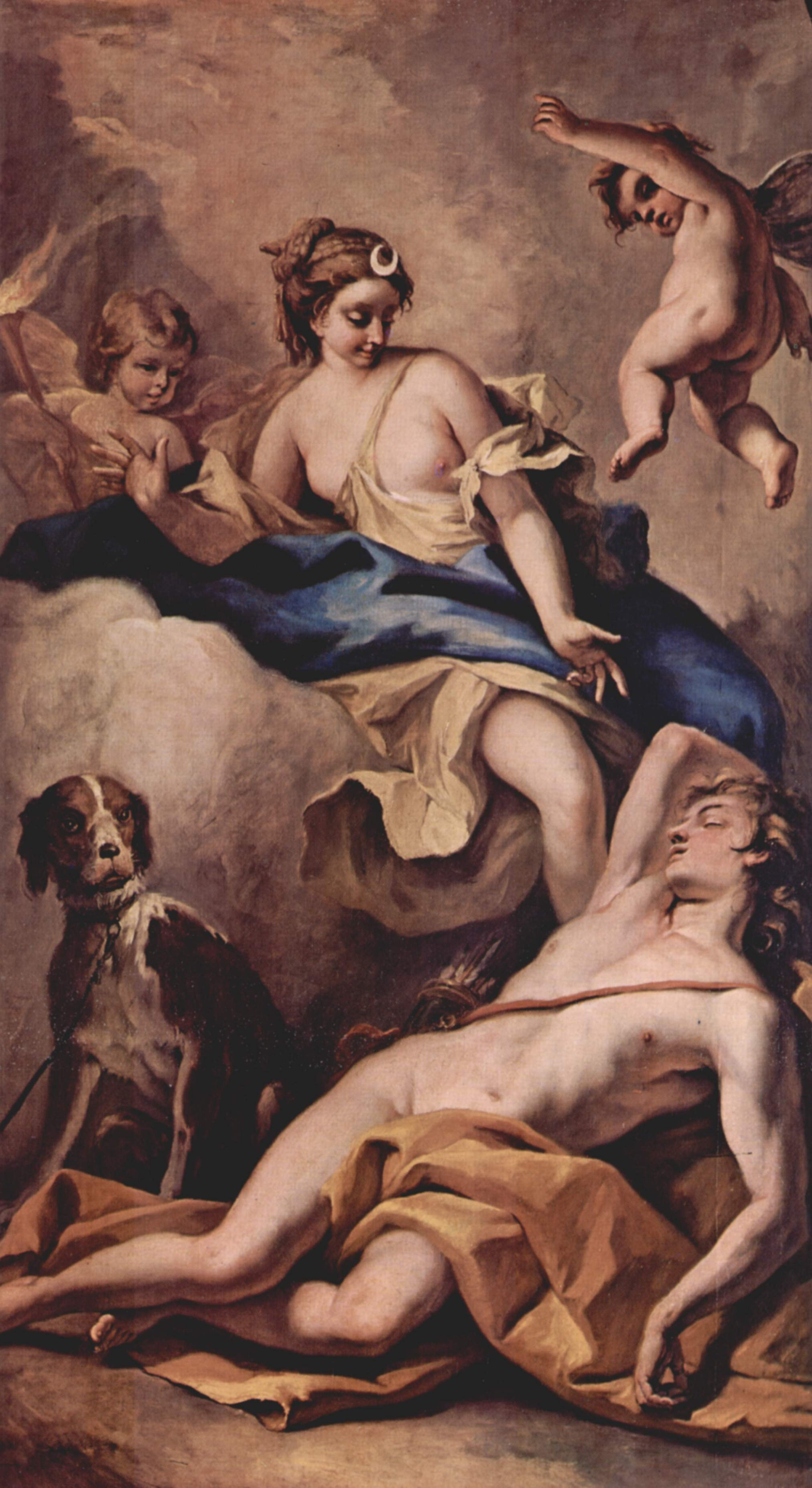
Selene ed Endimione, 1714, Londra, Chiswick House

Forse partito da Roma nel 1711, dove avrebbe dipinto a Palazzo Taverna le due tele di Ester davanti ad Assuero e di Mosè salvato dalle acque, nell'inverno di quell'anno, insieme col nipote Marco, buon paesaggista, giunse in Inghilterra per eseguire, per 700 sterline, nella residenza londinese di lord Burlington, poi sede della Royal Academy of Arts, otto tele di soggetto mitologico, Cupido davanti a Giove, Incontro di Bacco e Arianna, che ha evidenti riferimenti agli affreschi di Annibale Carracci nella Galleria di Palazzo Farnese a Roma, Trionfo di Galatea, che richiama le decorazioni di Luca Giordano nel Palazzo fiorentino Medici - Riccardi, la Diana e le ninfe in cui si è visto un trattamento sciolto delle figure al modo di Giovanni Antonio Pellegrini, residente in Inghilterra dal 1708, oltre a Bacco e Arianna, Venere e Cupido, Diana ed Endimione e un Cupido e fiori, queste ultime quattro trasferite 15 anni dopo nella Chiswick House, ora sede del Ministero dei Lavori Pubblici. Un altro Bacco e Arianna è conservato nella National Gallery di Londra.
Nel 1715 prestò la sua opera per lo scritto più rilevante a livello europeo dello scienziato Doroteo Alimari, la Longitudinis aut terra aut mari investigandæ methodus, pubblicata a Londra.
Distrutti da tempo gli affreschi eseguiti in questi anni da Ricci per le residenze del conte di Portland; alla fine del 1716, col nipote Marco, lasciò l'Inghilterra per fermarsi a Parigi, dove conobbe Watteau e forse anche Fragonard, e chiese l'anno successivo, presentando il suo Trionfo della Sapienza sull'Ignoranza, l'ammissione all'Académie royale de peinture et de sculpture, che gli venne concessa il 18 maggio 1718. La tela, al Louvre, che porta il titolo datole dallo stesso pittore, rappresenta più precisamente Minerva, dea della Sapienza - nella quale a sua volta viene identificata la Francia - che incorona la Virtù la quale schiaccia con un piede l'Ignoranza, un uomo dalle orecchie d'animale.
Tornato a Venezia nel 1718, con le ingenti somme guadagnate a Londra acquistò un ampio alloggio alle Procuratie Vecchie di San Marco; nello stesso anno zio e nipote si recarono a Belvedere, presso Belluno, a decorare la villa del vescovo Giovanni Francesco Bembo; danneggiati nel tempo, furono cancellati dal nuovo proprietario alla fine dell'Ottocento; resta un frammento di Testa di donna conservato nel Museo civico di Belluno.

### Gli ultimi anni
Dal 1724 al 1729 lavorò intensamente per casa Savoia: nel 1724 dipinse il Ripudio di Agar e il Salomone adora gli idoli, nel 1725 la Madonna in gloria, nel 1726 inviò a Torino la Susanna davanti a Daniele e il Mosè fa scaturire l'acqua dalla roccia; ammesso nell'ottobre 1727 all'Accademia Clementina di Venezia, ringraziò il pittore Giovanni Battista Piazzetta con una lettera in cui ricordava il suo apprendistato nelle "erudite" scuole di pittura di Bologna.
Il 12 gennaio 1730 dettò il suo secondo testamento - aveva steso un primo testamento il 12 novembre 1718 - e il 21 morì il nipote Marco Ricci. Redasse un altro testamento il 18 dicembre 1732. Terminò il Festino di Baldassarre ed Ester davanti ad Assuero per il Palazzo Reale di Torino, oggi entrambi nel palazzo del Quirinale.
Concluse nel 1734 la sua ultima opera importante, l'Assunzione della Karlskirche di Vienna, commissionatagli dalla corte viennese: "Proveduta tosto la tela, vi mise mano, né mai ve la levò finché non lo vide finito, indi speditolo, incontrò la piena soddisfazione non pure di Sua Maestà Cristianissima, ma di tutta la nobiltà, di tutti i professori ed intendenti".
Non fece in tempo a riscuotere i 6 000 fiorini di onorario: il 12 maggio 1734, in una postilla al testamento, confermava come unica erede la moglie, "giacché non aveva figli" e, malato, si sottopose a un'operazione chirurgica, ma morì il 15 maggio.

## Itinerario critico
"Ebbe in comune col Giordano l'abilità di contraffare ogni maniera … avendo a rappresentare qualsivoglia soggetto, ricorrevagli al pensiero come lo avesse trattato questo o quel maestro e ne profittava senza furto … non si era fondato nel disegno in su' primi anni; ne apprese poi quanto basta, coltivandone indefessamente lo studio nelle accademie, che frequentò ancor adulto. Le forme delle sue figure han bellezza, nobiltà, grazia sul far di Paolo (Veronese); le attitudini sono oltre il comun modo naturali, pronte, svariatissime; le composizioni son dirette dalla verità e dal buon senso. Benché bravo nel maneggio del pennello, non ne abusò, come moltissimi han fatto, alla celerità; le sue figure son disegnate con precisione, e staccate da' fondi, che spesso tinge di un bellissimo azzurro, su cui trionfano" (Lanzi).
"Ricci, appoggiandosi per primo alla splendida arte del Veronese, fece prevalere un nuovo ideale, quello della chiara e ricca bellezza coloristica: in ciò preparò la via a Tiepolo. Questo fatto è molto più importante della questione se il giovane Tiepolo, in determinate composizioni, si sia rifatto al Ricci. La pittura di figura del rococò a Venezia resta incomprensibile nella sua evoluzione senza Ricci … Tiepolo ha portato i germi prodotti dal Ricci a una ricchezza e a uno splendore tali da oscurare tutto intorno a lui … a Sebastiano Ricci va riconosciuto il ruolo di combattivo precursore" (Derschau).

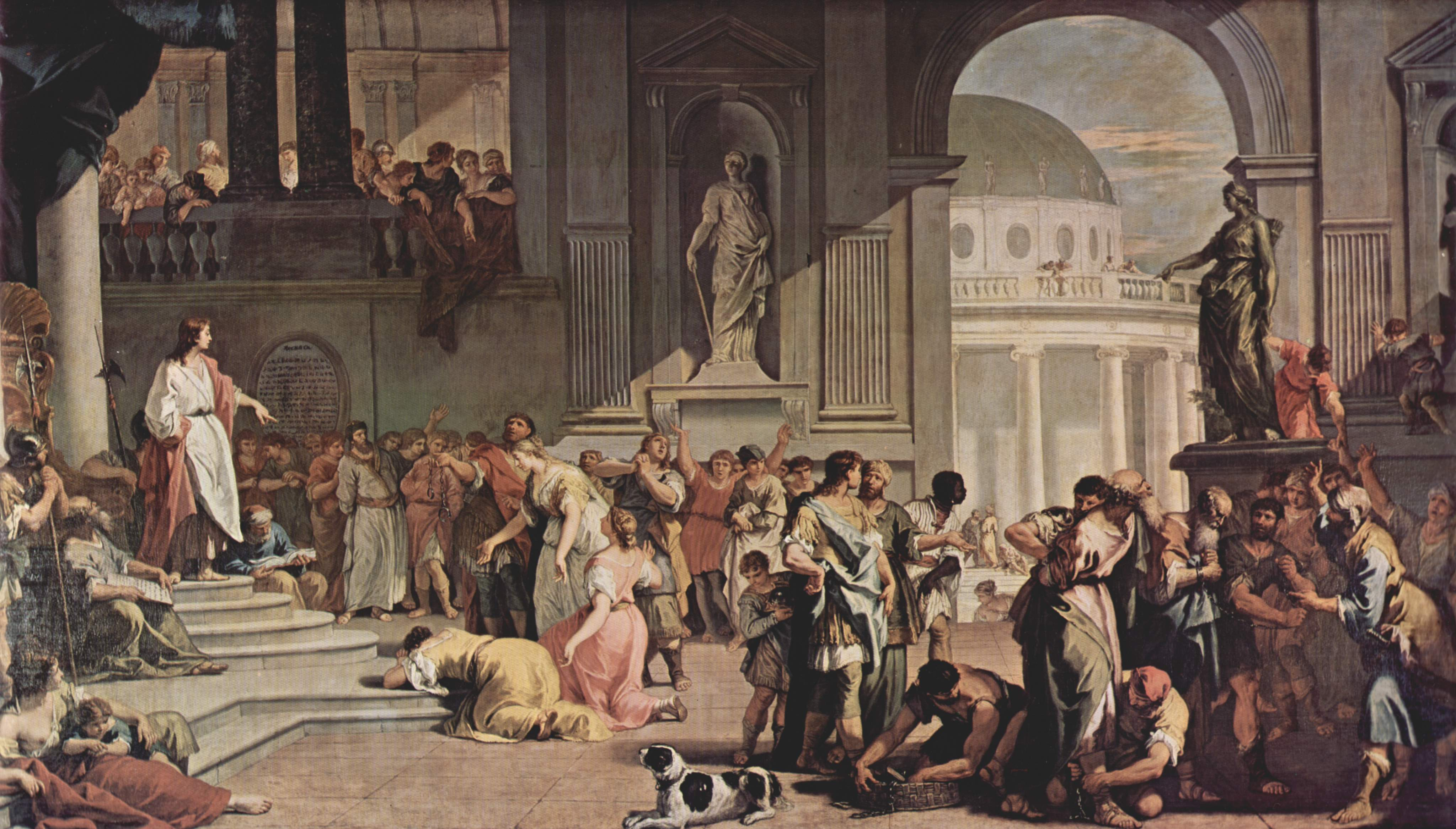
Susanna davanti a Daniele, 1726, Torino, Galleria Sabauda

"S'avverte in lui quella sintesi del più barocco decorativismo e della più individuata e sostanziosa pittura, che rivedremo nel Tiepolo. Da un lato il cortonismo, diretto e indiretto, dall'altro l'acutissima pittura del solitario Magnasco; l'uno reso più intenso, sostanzioso e liberato da ogni accademia, l'altra divenuta ariosa, brillante, all'aria aperta fuor delle magiche grotte e dei tenebrori. Una sintesi nuova che spalancava nuovi orizzonti di schietta pittura, anche se la scena non è che un balletto, ma come sentito nelle meraviglie del colore, nei più vibranti, acuti, agili accenti" (Moschini).
"Sul cadere del secolo i veneziani si avvedono di esser rimasti tagliati fuori, per più di cent'anni, dalle grandi idee della pittura barocca, ormai non più romana ma europea, e cominciano a viaggiare. Il primo dei pittori veneti viaggianti, Sebastiano Ricci, ha ancora, come tutti i veneziani del Seicento, il gusto del plagio, dell'imitazione…dai più vari precedenti pittorici; ma intanto dilata la sua cultura fino a farsi europeo, bene intendendo che da un secolo ogni nuova idea figurativa aveva assunto validità europea. Il Ricci è … il primo ad accorgersi che i più validi soffitti della fine del secolo … sono quelli di Luca Giordano a Firenze…Per questa buona via … riesce a inaugurare il cosiddetto rococò nella saletta di palazzo Pitti o nelle volte di palazzo Marucelli. Gli nuoce più tardi la sua incredibile rapacità culturale che dà a tanta sua pittura quel gusto di abile reportage di tutti i motivi europei" (Longhi).
"...seppe imporre, a Venezia e fuori, un gusto nuovo, formato con meditazione, ma risolto con ardimento su di un piano apertamente rococò, cioè di effetti vivaci, scintillanti, garruli di luce e di colore. Schiarendo la tavolozza, riportò nella tradizione veneziana una ricchezza di espressione cromatica risolta in una luminosità nuova e vibrante: seppe sciogliersi cioè, mediante l'intelligente interpretazione del cromatismo veronesiano e della pennellata di tocco magnaschesca, dalle remore seicentesche, prendendo posizione sia contro la moda dei "tenebrosi", sia contro la nuova corrente Piazzetta - Federico Bencovich. Fornì quindi un nuovo valido mezzo linguistico, prezioso per tutto lo svolgimento della pittura settecentesca, anche per lo stesso Tiepolo, dopo la sua defezione dal piazzettismo" (Pallucchini).
"Venezia, ancor più di Napoli, raccoglie l'eredità del prodigioso mestiere di Luca Giordano...Sebastiano Ricci la rilancia, la amplia, la raffina alla scuola di Sebastiano Mazzoni e poi del dotto ambiente bolognese, impadronendosi di sempre più leggere e brillanti proprietà del tocco; la rinsalda ristudiando direttamente il Veronese ed arricchendo così di nuove note i registri alti della tavolozza; vi aggiunge perfino aggiornate esperienze straniere lavorando a Vienna e a Londra. È il primo di una squadra di virtuosi esecutori di gran classe sempre in giro per l'Europa" (Argan).

## Opere principali

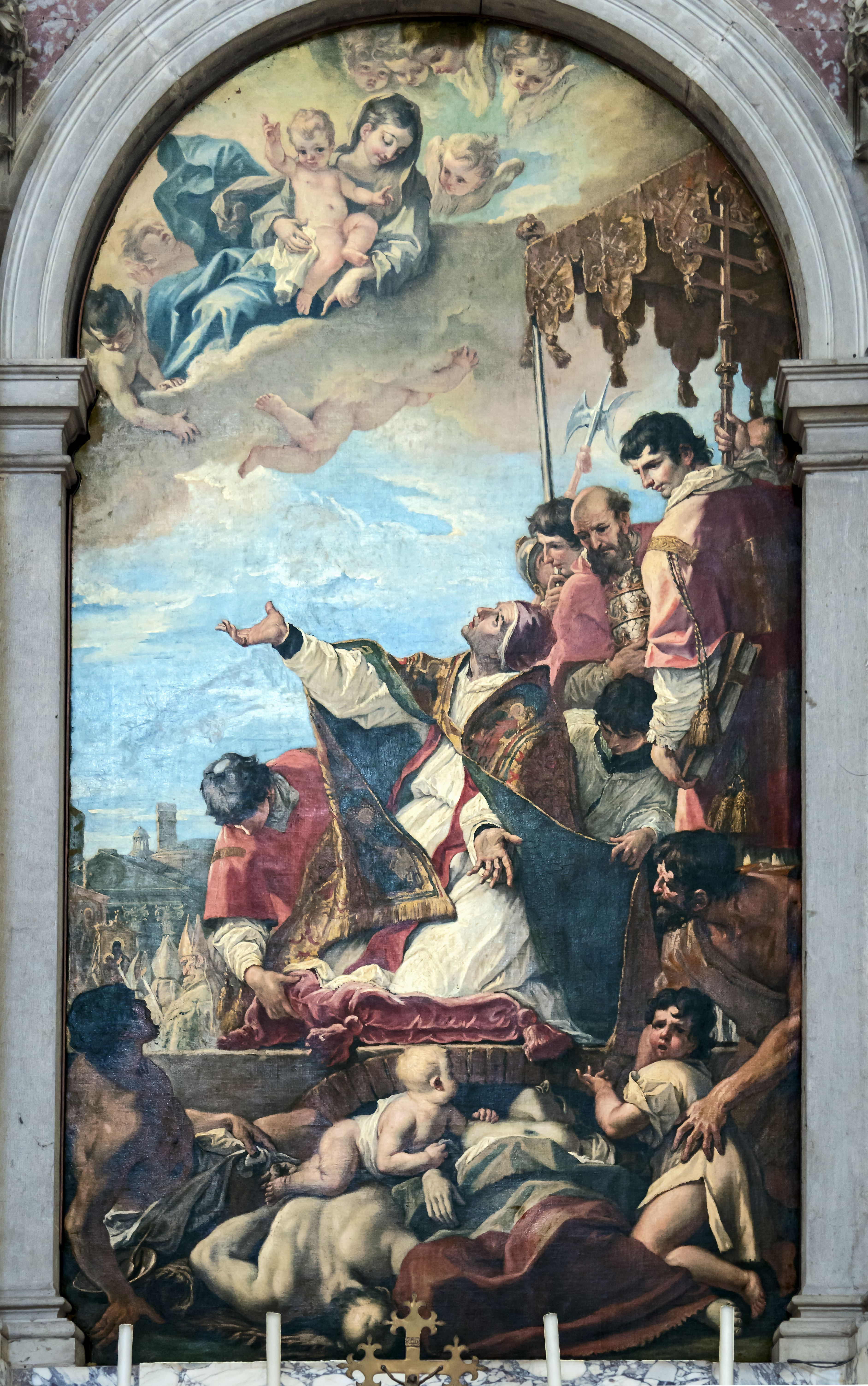
San Gregorio Magno intercede presso la Madonna, 1700, olio su tela, 358 × 188, Padova, chiesa di Santa Giustina

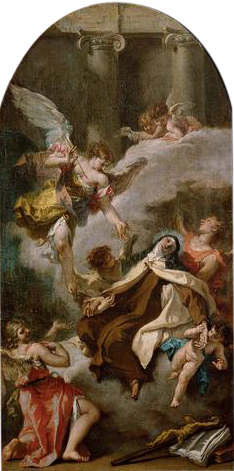
Estasi di Santa Teresa (detta anche Transverberazione di Santa Teresa), 1727, Chiesa di San Marco in San Girolamo, Vicenza

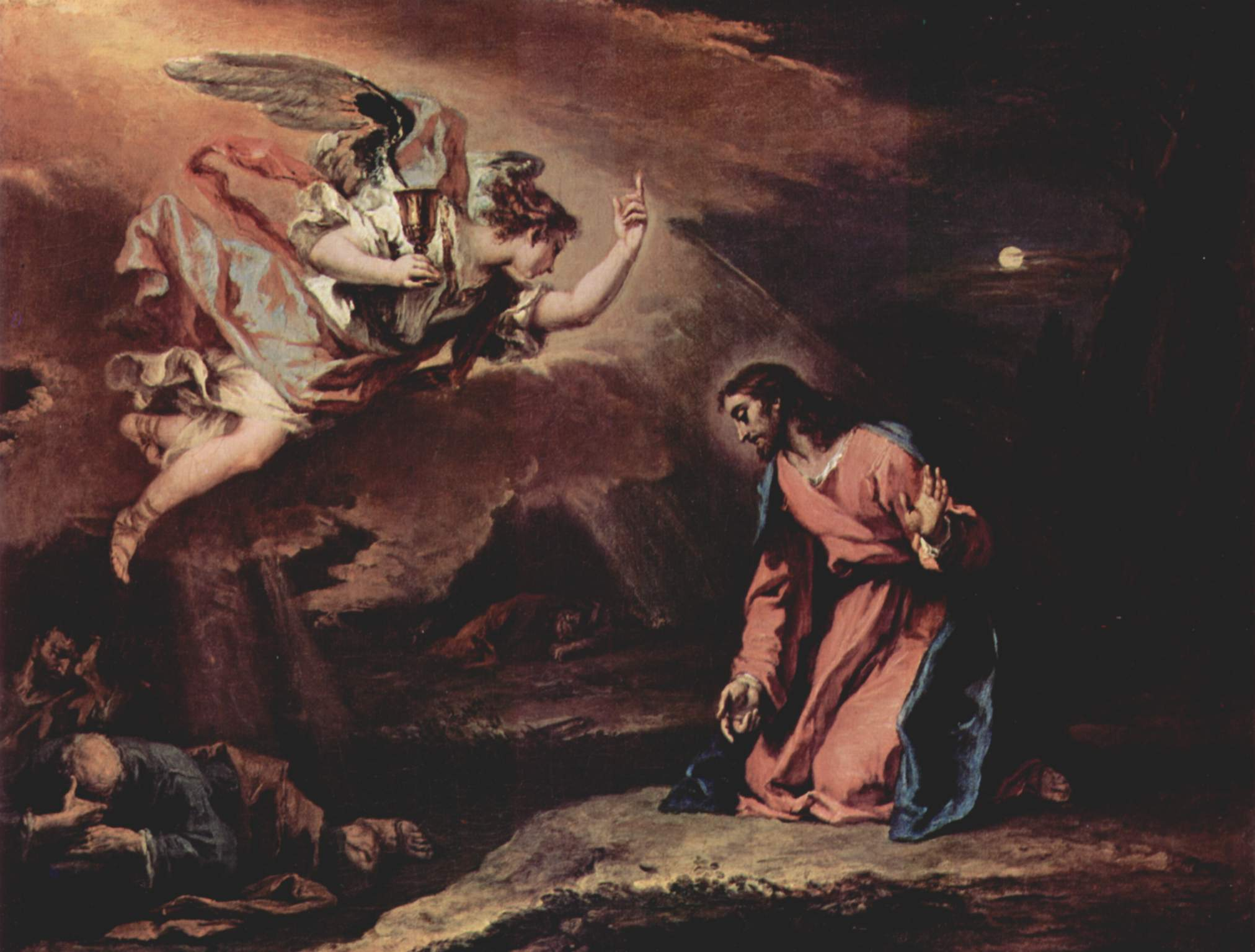
Cristo sul Monte degli Ulivi, ca 1730, Vienna, Kunsthistorisches Museum

- La crocifissione, olio su tela, Padernello (Treviso), Chiesa parrocchiale di San Lorenzo
- Santo Vescovo, olio su tela, 54 × 39, Innsbruck, Landesmuseum Ferdinandeum
- Pietà, 1686, olio su tela, 130 × 120, Parma, Chiesa di Santa Maria degli Angeli
- Affreschi, 1687, San Secondo, Parma, Sacrario dei Caduti, già Oratorio della Beata Vergine del Serraglio, in collaborazione con Ferdinando Bibbiena
- Storie di Paolo III, 1687 – 1688, 12 olii su tela, Piacenza, Palazzo Farnese, Pinacoteca civica
- Apoteosi di Paolo III, 1687 – 1688, affresco, Piacenza, Palazzo Farnese
- Angelo custode, 1694, olio su tela, 400 × 230, Pavia, chiesa di Santa Maria del Carmine
- Affreschi, 1695, Milano, Chiesa di San Bernardino alle Ossa
- Teodolinda fonda la Basilica, 1697, olio su tela, Monza, Duomo
- Comunione di Santa Maria Egiziaca, 1698, olio su tela, Milano, Arciconfraternita del Santissimo del Duomo, ora nella sede dell'Azione Cattolica
- San Gregorio Magno intercede presso la Madonna, 1700, olio su tela, 358 × 188, Padova, chiesa di Santa Giustina
- Affreschi, 1700, Padova, chiesa di Santa Giustina, cappella del SS Sacramento
- Ascensione, 1701, olio su tela, 580 × 300, Roma, Basilica dei Santi Apostoli
- Allegoria delle Virtù principesche, 1702, affresco, Vienna, Castello di Schönbrunn
- Ascensione, 1702, olio su tela, 275 × 309, Dresda, Gemaeldegalerie
- Caduta di Fetonte, circa 1703, olio su tela, Belluno, Museo civico
- Cristo crocifisso con la Vergine e i santi Giovanni Evangelista e Carlo Borromeo, 1704, olio su tela, 235 × 144, Firenze, Uffizi
- I santi Procolo, Fermo e Rustico, 1704, olio su tela, 380×250, Bergamo, Duomo
- Perseo affronta Fineo con la testa di Medusa, olio su tela, 1705-10, Los Angeles, Getty Museum
- Affreschi e tele applicate ai soffitti, 1706 - 1707, Firenze, Palazzo Marucelli
- Allegoria della Toscana, 1706 - 1707, olio su tela, 90x70,5 cm, Firenze, Uffizi
- Affreschi, 1707, Firenze, Palazzo Pitti
- Madonna col Bambino e santi, 1708, olio su tela, 406×208, Venezia, chiesa di San Giorgio Maggiore
- La famiglia di Dario davanti ad Alessandro, circa 1709, olio su tela, 194×246, Raleigh, North Carolina Museum of Art
- La continenza di Scipione, circa 1709, olio su tela, 143×243, Raleigh, North Carolina Museum of Art
- San Pietro liberato dall'angelo, 1710, olio su tela, 300×200, Trescore Balneario, Bergamo, chiesa di San Pietro
- Cristo consegna le chiavi a San Pietro, 1710, olio su tela, 400×634, Trescore Balneario, Bergamo, chiesa di San Pietro
- La chiamata di San Pietro, 1710, olio su tela, 300 × 200, Trescore Balneario, Bergamo, chiesa di San Pietro
- Assunzione, 1710, olio su tela, 500 × 250, Clusone, Bergamo, Basilica di Santa Maria Assunta
- Ester davanti ad Assuero, 1711, olio su tela, 258 × 322, Roma, Palazzo Taverna
- Mosè salvato dalle acque, 1711, olio su tela, 257 × 322, Roma, Palazzo Taverna
- Sacra Famiglia con i santi Elisabetta e Giovannino, 1712, olio su tela, Londra, Collezioni reali
- Cupido davanti a Giove, 1712 - 1714, olio su tela, 484 - 503, Londra, Burlington House
- Incontro di Bacco e Arianna, 1712 - 1714, olio su tela, 272 × 855, Londra, Burlington House
- Trionfo di Galatea, 1712 - 1714, olio su tela, 247 × 482, Londra, Burlington House
- Diana e le ninfe, 1712 - 1714, olio su tela, 347 × 482, Londra, Burlington House
- Bacco e Arianna, 1712 - 1714, olio su tela, 189 × 104, Londra, Chiswick House, Ministero dei Lavori Pubblici
- Venere e Cupido, 1712 - 1714, olio su tela, 190 × 106, Londra, Chiswick house, Ministero dei Lavori Pubblici
- Diana ed Endimione, 1712 - 1714, olio su tela, 190 × 106, Londra, Chiswick House, Ministero dei Lavori Pubblici
- Cupido e fiori, 1712 - 1714, olio su tela, 188 × 105, Londra, Chiswick House, Ministero dei Lavori Pubblici
- Trionfo della Sapienza sull'Ignoranza, 1718, olio su tela, 113 × 85, Parigi, Louvre
- Testa della Samaritana, 1718, frammento di affresco, Belluno, Museo civico
- Betsabea al bagno, 1724, olio su tela, 118 × 199, Budapest, Szépmuveszeti Muzeum
- Ripudio di Agar, 1724, olio su tela, 126 × 153, Torino, Galleria Sabauda
- Salomone adora gli idoli, 1724, olio su tela, 128 × 151, Torino, Galleria Sabauda
- Madonna in gloria con l'arcangelo Gabriele e i santi Eusebio, Sebastiano e Rocco, 1725, olio su tela, 435 × 255, Torino, Università
- Apoteosi di San Sebastiano, 1725, olio su tela, 66 × 88 Strasburgo, Musée des Beaux-Arts
- Susanna davanti a Daniele, 1726, olio su tela, 243 × 440, Torino, Galleria Sabauda
- Mosè fa scaturire l'acqua dalla roccia, 1726, olio su tela, 233 × 440, Torino, Galleria Sabauda
- Estasi di Santa Teresa, 1727, olio su tela, 370 × 185, Vicenza, chiesa di San Gerolamo degli Scalzi (oggi Chiesa di San Marco in San Girolamo)
- Agar nel deserto, 1727, olio su tela, 180 × 140, Torino, Palazzo Reale
- Giacobbe benedice i figli di Giuseppe, 1727, olio su tela, 181 × 139, Torino, Palazzo Reale
- San Gaetano conforta un moribondo, 1727, olio su tela, 230 × 134, Milano, Brera
- Mosè salvato dalle acque, 1727, olio su tela, 182 × 139, Torino, Palazzo Reale
- Rebecca ed Eleazaro al pozzo, 1727, olio su tela, 182 × 139, Torino, Palazzo Reale
- Maddalena unge i piedi di Cristo, 1728, olio su tela, 323 × 632, Torino, Galleria Sabauda
- San Luigi IX Re di Francia mostra la corona di spine, 1729, olio su tela, Torino, Basilica di Superga
- San Maurizio e i martiri della legione Tebea, 1729, olio su tela, Torino, Basilica di Superga
- Cristo e il centurione, 1729, olio su tela, 42 × 60, Napoli, Capodimonte
- Cristo e la cananea, 1729, olio su tela, 42 × 60, Napoli, Capodimonte
- Comunione e martirio di Santa Lucia, 1730, olio su tela, 430 × 240, Parma, chiesa di Santa Lucia
- L'Immacolata Concezione, 1730, olio su tela, 260 × 113, Venezia, chiesa di San Vitale
- Madonna col Bambino in gloria e angelo custode, 1730, olio su tela, 391 × 235, Venezia, Scuola dell'Angelo Custode
- L'orazione nell'orto, 1730, olio su tela, 95 × 76, Vienna, Kunsthistorisches Museum
- Autoritratto, 1731, olio su tela, 45 × 38, Firenze, Uffizi
- Papa Gregorio Magno intercede per le anime del Purgatorio, 1731, olio su tela, 295 × 238, Bergamo, chiesa di Sant'Alessandro della Croce
- Papa Gregorio Magno intercede per le anime del Purgatorio, 1733, olio su tela, 480 × 300, Parigi, chiesa di Saint Gervais
- Papa Pio V e i santi Tommaso d'Aquino e Pietro martire, 1733, olio su tela, 343 × 169, Venezia, chiesa dei Gesuati
- San Francesco da Paola resuscita un fanciullo, 1733, olio su tela, 400 × 167, Venezia, chiesa di San Rocco
- Sant'Elena ritrova la vera Croce, 1733, olio su tela, 400 × 167, Venezia, chiesa di San Rocco
- Il festino di Baldassarre, 1733, olio su tela, 227 × 161, Roma, Palazzo del Quirinale
- Ester davanti ad Assuero, 1733, olio su tela, 226 × 162, Roma, Palazzo del Quirinale
- Assunzione, 1734, olio su tela, 675 × 364, Vienna, Karlskirche

## Galleria d'immagini

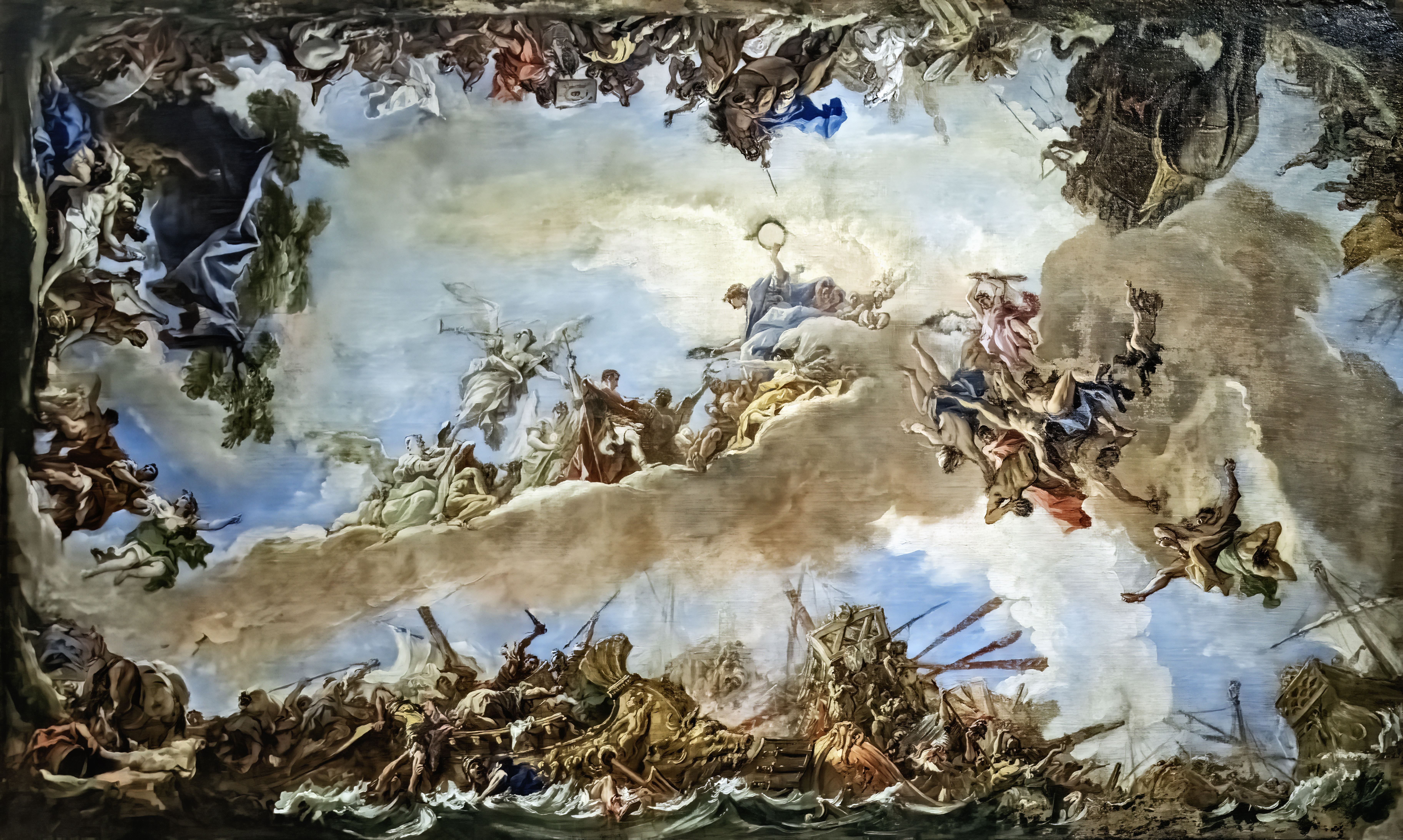
La Gloria del Principe Giuseppe I Imperatore Museo civico di Santa Caterina Treviso
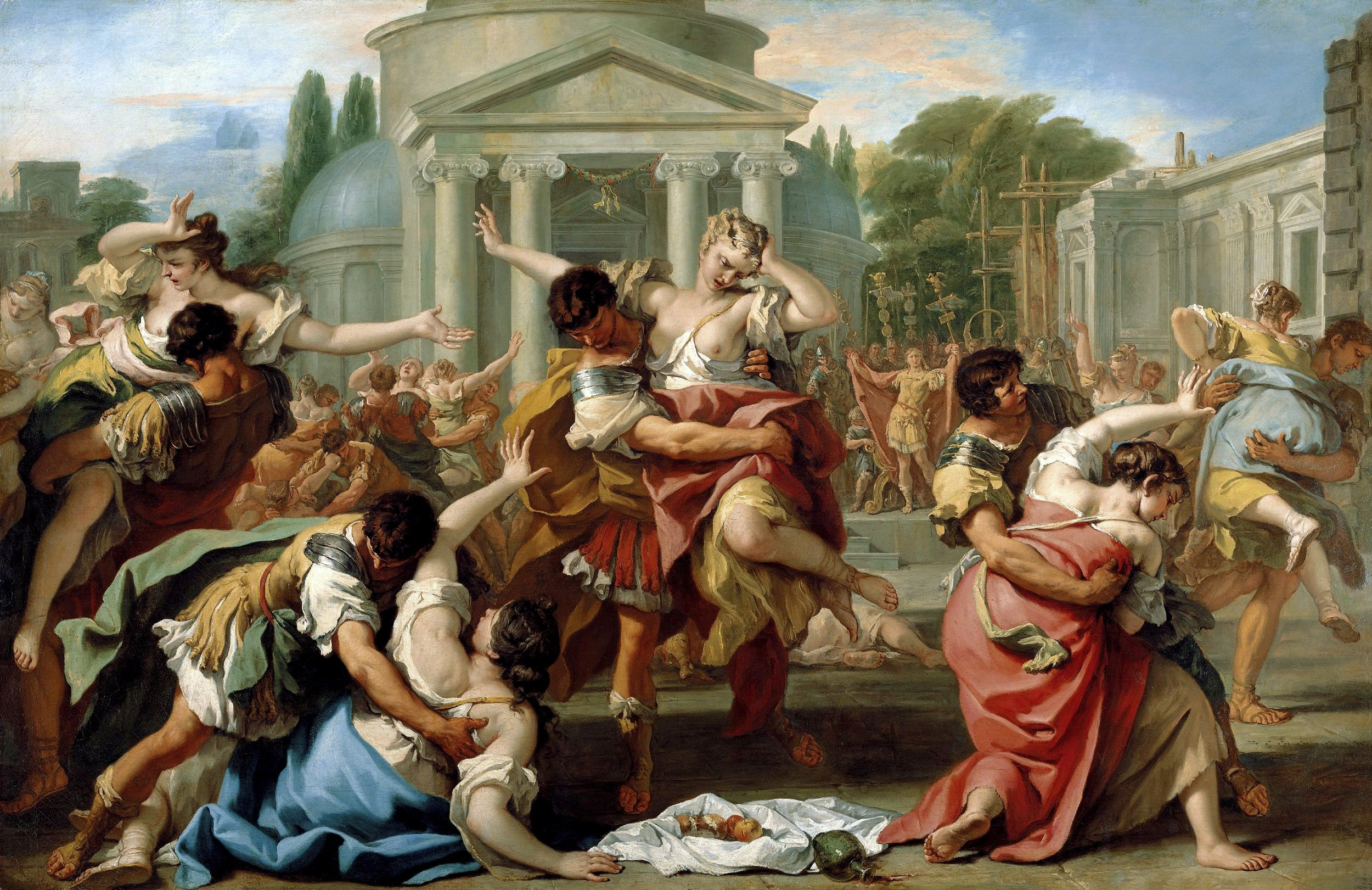
Il ratto delle Sabine
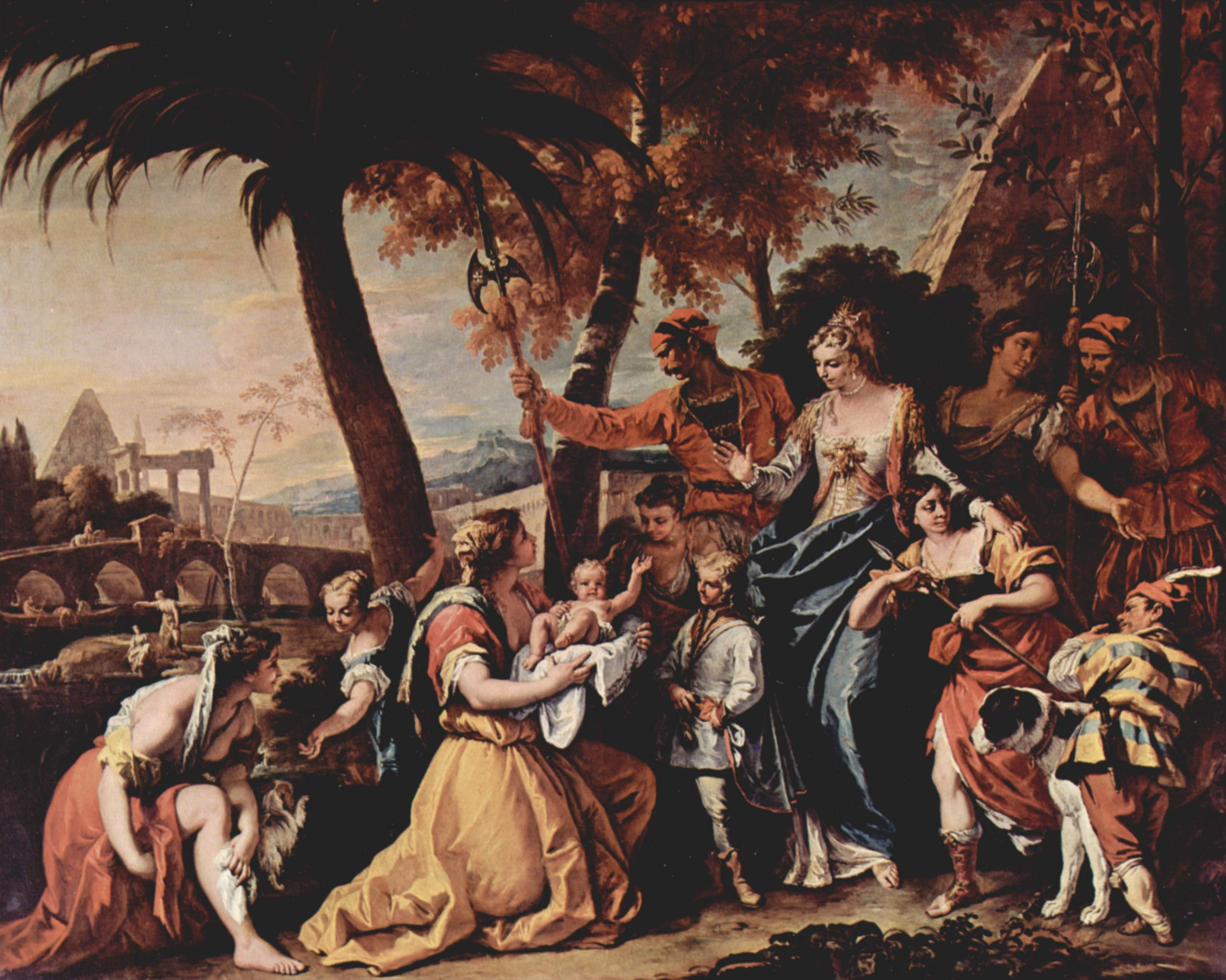
Il salvataggio di Mosè bambino dalle acque
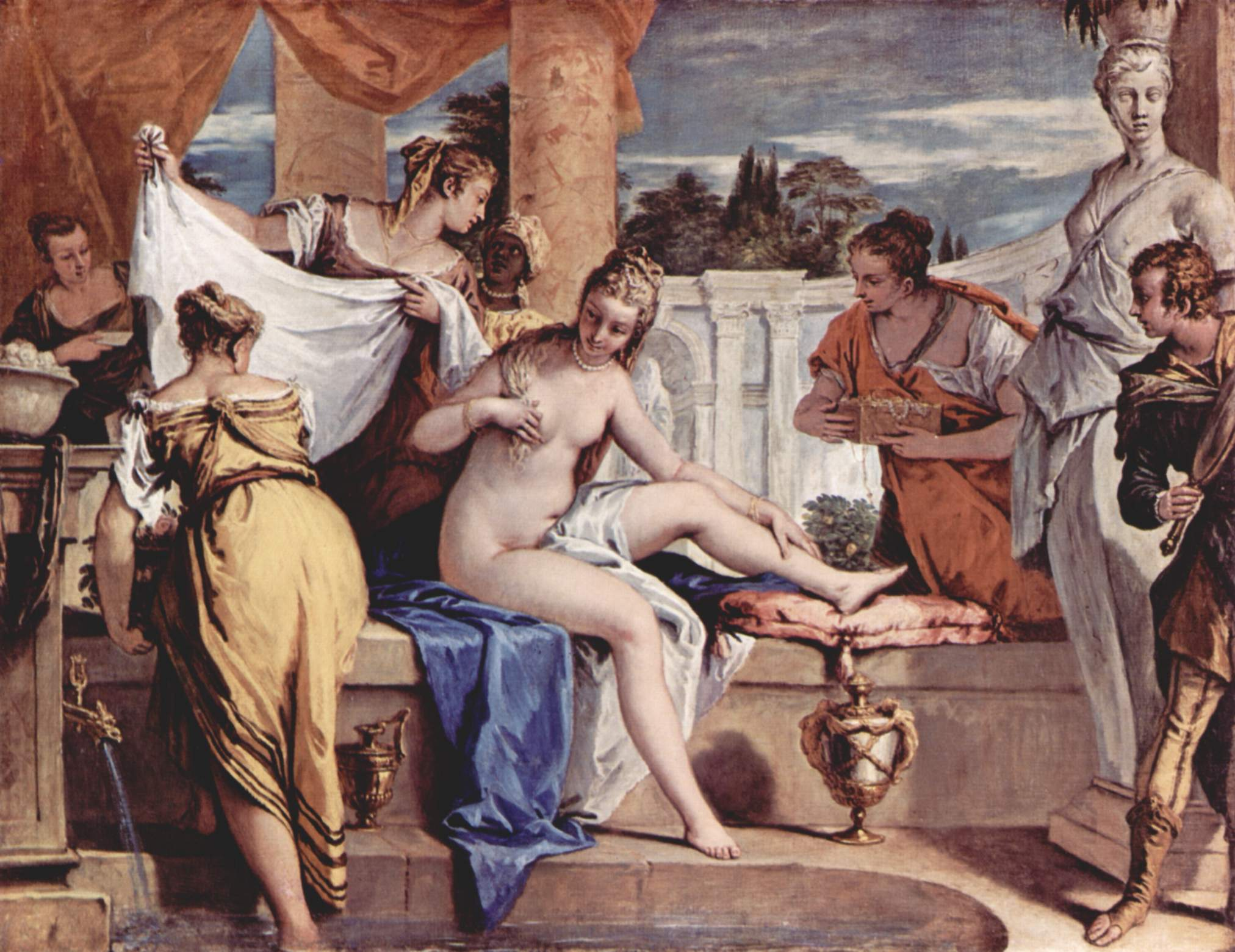
Betsabea al bagno
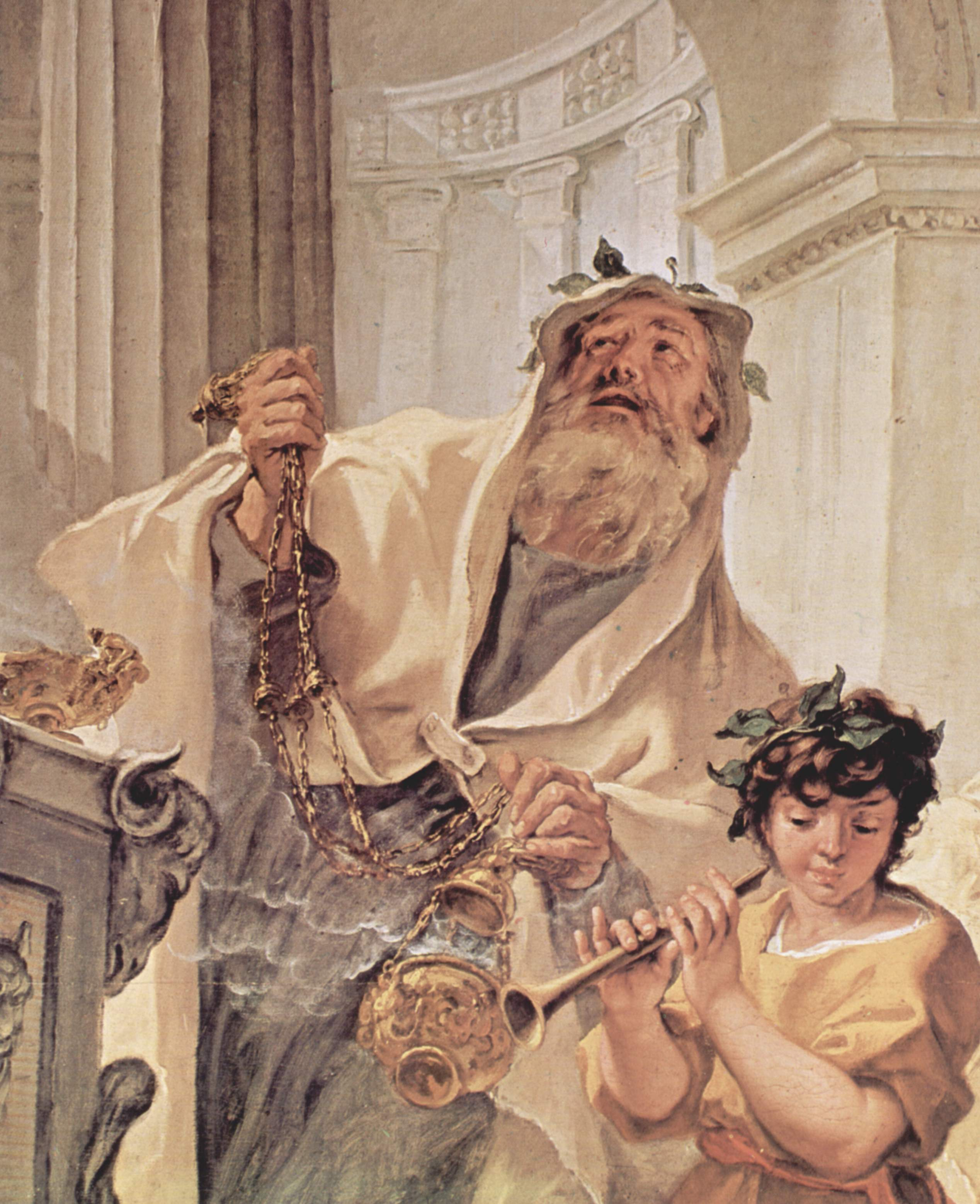
Lucio Giunio Bruto
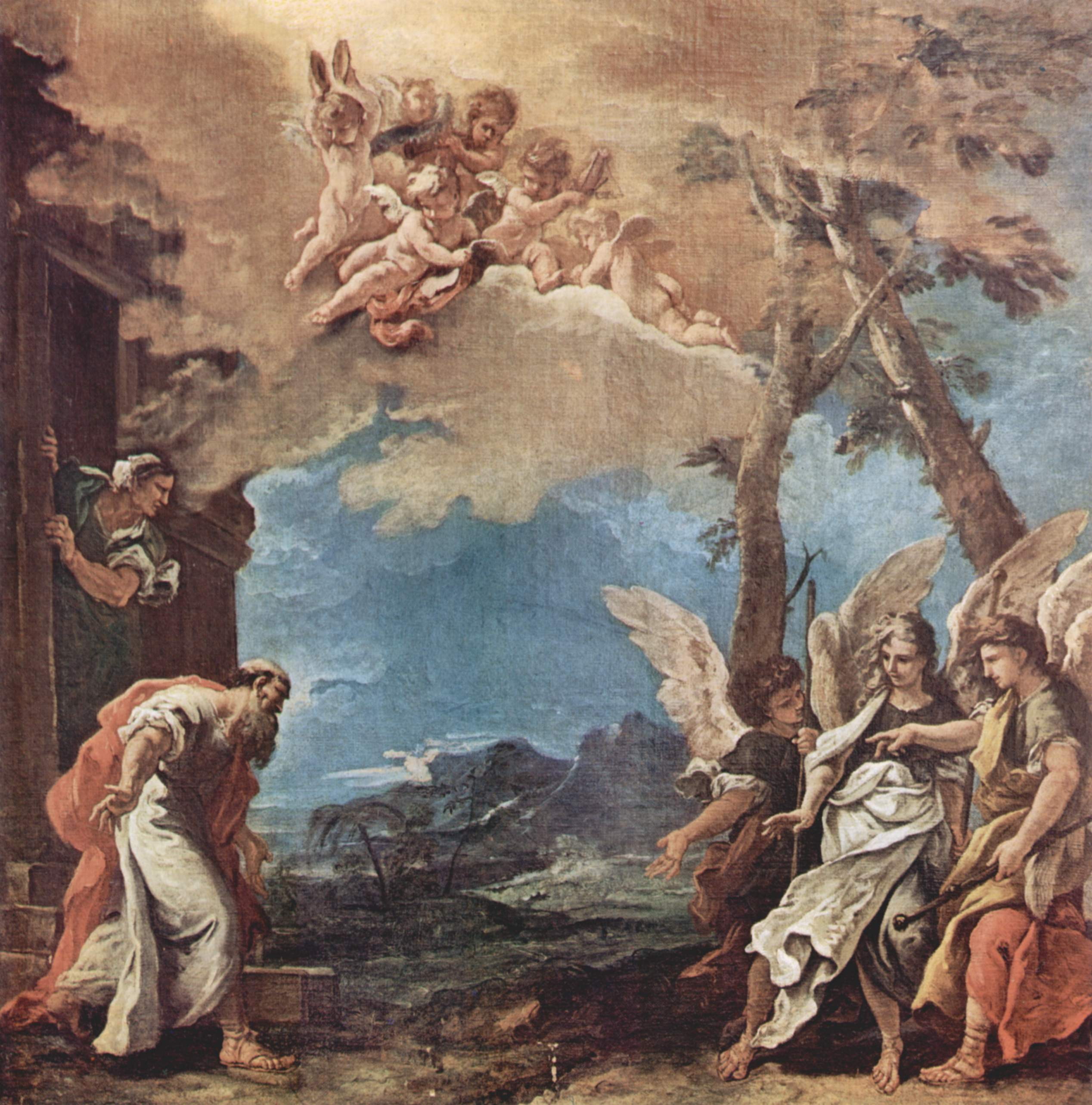
Abramo e tre angeli
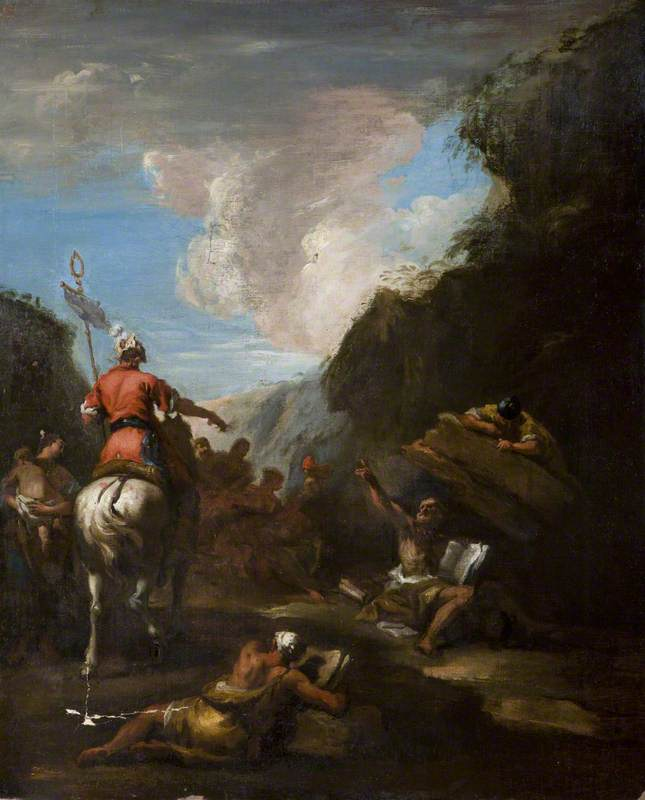
Archimede e Gerone di Siracusa